# Социал-демократическая партия в ГДР
Социал-демократическая партия в ГДР (нем. Sozialdemokratische Partei in der DDR) — оппозиционная политическая партия в ГДР. Учреждена 7 октября 1989 года в Шванте под Берлином.

## Основание

### Социал-демократическая партия Германии (1945-1946)
После Второй мировой войны на территории Германии, находящейся под контролем оккупационных сил США, Великобритании, Франции и Советского Союза, началось возрождение ранее запрещённых НСДАП политических партий. Вернувшийся в Берлин представитель левого крыла социал-демократии Отто Гротеволь в 1945 году воссоздал Центральный Комитет СДПГ (прежнее партийное руководство было дискредитировано, так как безвольно приняло приход НСДАП к власти) и с самого начала активно выступал за объединение с КПГ. При этом эта идея была популярна в широких социал-демократических массах, которые видели в расколе германского рабочего движения основную причину успеха нацистов в 1933 году.

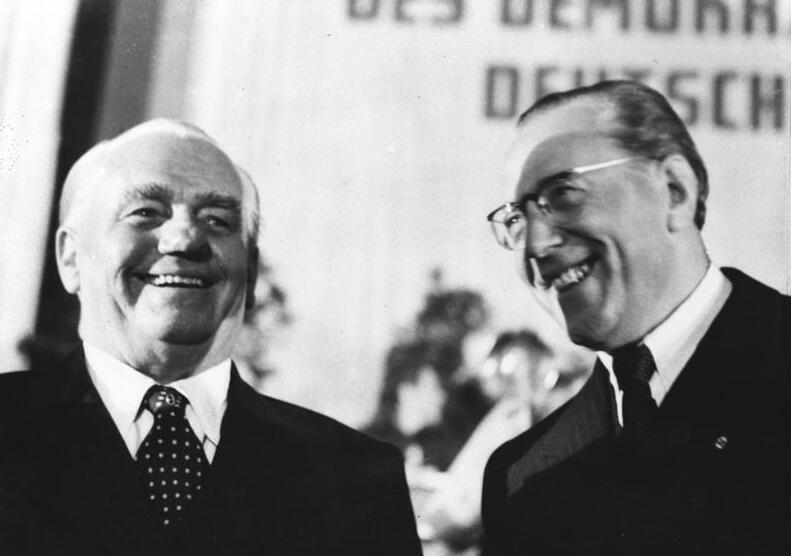
Вильгельм Пик и Отто Гротеволь, 1949 год

В апреле 1946 года СДПГ (объединявшая 681 тыс. человек) и КПГ (около 600 тысяч членов) объединились в Социалистическую единую партию Германии, сопредседателями которой стали Гротеволь и лидер коммунистов Вильгельм Пик. Организационная структура новой партии была построена по социал-демократическому образцу: высшим органом было правление, а не ЦК. Все руководящие посты в СЕПГ должны были заниматься на паритетных началах (то есть на равных условиях между бывшими коммунистами и социал-демократами). Идейной основой СЕПГ провозглашался марксизм (но не ленинизм) и партия проповедовала особый немецкий путь к социализму, отличный от советского. Например, считалось, что в Германии не нужна диктатура пролетариата, так как это чисто русское явление. Особые взгляды СЕПГ первоначально полностью поддерживались СВАГ и ВКП(б), однако после начала советско-югославского конфликта идеологические установки и организационная структура СЕПГ были реформированы по советскому образцу в соответствии с положениями марксизма-ленинизма. В западных землях Германии объединение партий не состоялось из-за позиции Курта Шумахера.
Таким образом, в политической системе ГДР не было социал-демократической партии (в отличие от Чехословакии или КНДР, но не СССР).

### Социал-демократическая партия в ГДР (1989)

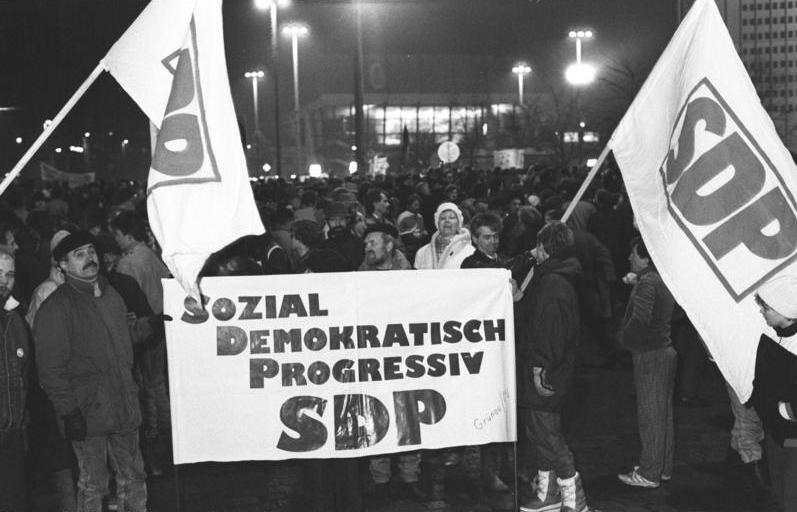
Сторонники партии на демонстрации в Лейпциге

Резкие изменения в социалистических странах Восточной Европы, спровоцированные советской Перестройкой, привели к росту политической активности восточногерманских социал-демократов.
Главными инициаторами воссоздания СДП в ГДР были евангелические теологи Маркус Меккель и Мартин Гутцайт. В апреле 1989 года они написали первый набросок призыва к созданию партии, который представили в августе в берлинской церкви Голгофы. Во время этого мероприятия они познакомились с режиссёром Ибрахимом Бёме, который позже был избран председателем партии. Призыв к созданию политической партии социал-демократической направленности вне структуры Национального фронта был прямым вызовом пока ещё занимавшей руководящие позиции СЕПГ, в программных документах которой говорилось, что она является объединённой партией левых сил.

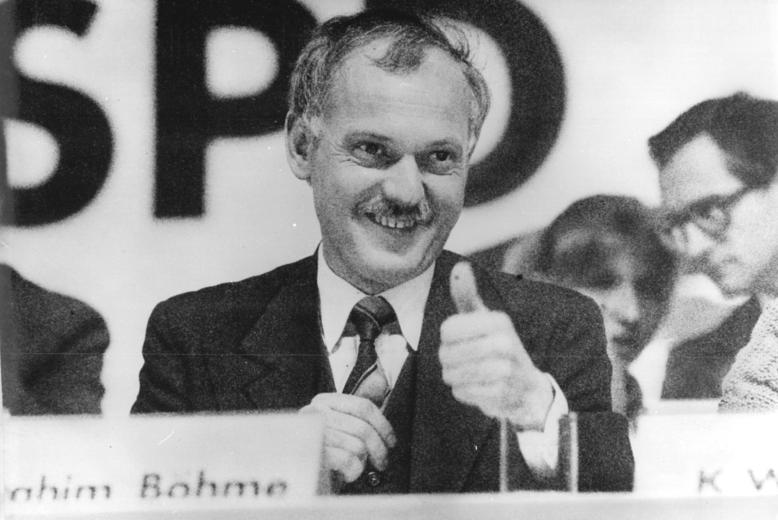
Ибрахим Бёме на первом съезде СДП. Февраль 1990 года

7 октября 1989 года, в день 40-летия ГДР (и одновременно с визитом в страну советского руководителя Михаила Горбачёва) 40-50 человек, в основном из Берлина и южных районов страны, собрались в доме священника в Шванте, городе недалеко от Берлина, и приняли решение об основании Социал-демократической партии ГДР. Партия выбрала аббревиатуру "СДП в ГДР", чтобы избежать ассоциаций со старой СДПГ (существовавшей в 1945-1946 годах), а также чтобы показать независимость от западногерманской СДПГ. По словам одного из руководителей последней Эгона Бара: "не мы эту партию создали. Когда нас попросили об этом, мы сказали «нет». Но теперь, когда партия возникла, мы рады".
Социал-демократическая партия в ГДР состояла из, преимущественно, церковных деятелей-протестантов, а в её деятельности широкое участие принимали религиозные деятели, из-за чего оппоненты слева (в частности, СЕПГ, а потом ПДС) обвиняли её в намеренном вовлечении церкви в политическую жизнь вопреки её аполитичному статусу.

## В оппозиции
Создание партии шло на фоне массового демократического движения в ГДР. В период с октября по декабрь 1989 года в разных городах были сформированы местные отделения и группы СДП. С 7 декабря два представителя партии принимали участие в переговорах за круглым столом между председателем Совета министров ГДР Хансом Модровым и различными оппозиционными группами. В результате переговоров представители оппозиции вошли в кабинет Модрова в качестве министров без портфеля до проведения свободных выборов в Народную палату. 29 января 1990 года Вальтер Ромберг стал первым социал-демократом, вошедшим в правительство.
13 января 1990 года в Берлине прошла первая партийная конференция СДП, которая приняла решение изменить сокращенную форму названия партии с SPD (DDR) на SPD, чтобы привлечь дополнительный электорат за счёт ассоциации с западногерманской СДПГ. Одновременно были проведены партийные конференции на уровне районов и округов.
Выборы в Народную палату ГДР по новому избирательному закону были назначены на 18 марта. За три недели до этой даты СДП провела в Лейпциге свой первый съезд (с 22 по 25 февраля). Съезд принял программные документы партии и переизбрал её руководство. На съезде было позиционировано отношение партии к вопросу объединения Германии: "единство — да, но не сломя головы".
Выборы в Народную палату ГДР не дали ожидаемого СДП результата. Вместо абсолютного большинства (на что надеялись социал-демократы), партия получила лишь 21,8 % голосов (2-е место после возглавляемой ХДС коалиции в составе него, DSU и DA, в совокупности получивших 48 %) и 88 мест. Лучше всего партия проявила себя в Берлинском (34,9 %), Потсдамском (34,4 %) и Франкфуртском (Одер) округах (31,9 %), а хуже всего — в Дрезденском (9,7 %). Причинами поражения, по мнению Международного отдела ЦК КПСС, являлись "вялое ведение предвыборной кампании на заключительном этапе", "отсутствие компетентного аппарата" и "слабая помощь от западногерманской СДПГ".
Перед выборами были преданы огласке сведения о связях Ибрахима Бёме со "Штази", что также стало одной из причин резкого падения популярности социал-демократов и привело к исключению Бёме из партии (вместо него председателем был избран Вольфганг Тирзе). Вице-председателем Народной палаты был избран социал-демократ Рейнхард Хёппнер.

## В правительстве
В СССР возлагались определённые надежды на то, что СДП откажется входить в правую коалицию с восточногерманским ХДС: «Многое будет зависеть от позиции, которую займет СДПГ (ГДР) в вопросе о своем
участии в будущем правительстве ГДР. Отказ от участия в новой коалиции позволил бы заблокировать такой пересмотр конституции ГДР, который устранял бы правовые препоны для механического поглощения республики Западной Германией и побудил бы Бонн к более взвешенному подходу». Однако после переговоров, руководство СДП согласилось войти в "большую коалицию" с ХДС и его союзниками. 12 апреля Лотар де Мезьер сформировал новое правительство ГДР, в котором социал-демократы получили 6 постов, включая МИД (Маркус Меккель), социальные вопросы (Регина Хильдебрандт) и Минфин (Вальтер Ромберг). СДП поддерживала политику де Мезьера по скорейшему воссоединению с Западной Германией (так, она требовала немедленного вступления ГДР в состав ФРГ по ст. 23 Конституции ФРГ в надежде предопределить тем самым судьбу политического спора с ПДС (бывшей СЕПГ, перешедшей на позиции демократического социализма) вокруг 5 % барьера на выборах в общегерманский бундестаг, поскольку в случае немедленного безоговорочного присоединения будет образована единая зона выборов, где ПДС не сможет набрать более 5 % голосов и попасть в бундестаг, тем самым увеличив шансы расширения представительства СДП), но 20 августа покинула кабинет.

## Упадок и ликвидация
Сосредоточив основные усилия по борьбе с ПДС и покинув правящую коалицию, СДП окончательно потеряла поддержку избирателей. По словам Валентина Фалина: "СДПГ упустила шанс превратить ГДР в «государство социальной справедливости», о чем в свое время заявлял И. Беме. Вместо этого СДПГ фактически пошла пo пути подавления левых сил, сосредоточивая главные удары против ПДС. Это нелогично, и в чем-то социал-демократы играют против самих себя, т.к. без сильного левого движения они теряют в глазах капитала свою привлекательность как альтернативная сила. Перейдя определенную грань, СДПГ обречет себя на исчезновение с политической арены, на превращение в сектантскую группу, как случилось в США".
26 сентября 1990 г., ещё до окончательного объединения Германии, СДП вошла в состав Социал-демократической партии Германии.